# 4297 Eichhorn
4297 Eichhorn је астероид главног астероидног појаса чија средња удаљеност од Сунца износи 2,334 астрономских јединица (АЈ).
Апсолутна магнитуда астероида је 12,7.